# Operación Teapot
La Operación Teapot fue una serie de catorce explosiones de prueba nuclear llevadas a cabo en el Sitio de Pruebas de Nevada en la primera mitad de 1955. Fue precedida por la Operación Castle y seguida de la Operación Wigwam. "Wigwam" era, administrativamente, una parte de "Teapot", pero generalmente se trata como una clase propia. Los objetivos de la operación eran establecer tácticas militares para las fuerzas terrestres en un campo de batalla nuclear y mejorar las armas nucleares utilizadas en entregas estratégicas.

## Series de pruebas de Teapot
| Nombre de la prueba | Fecha                 | Ubicación                  | Potencia | Elevación + altura                              | Lluvia radiactiva                                    |
| ------------------- | --------------------- | -------------------------- | -------- | ----------------------------------------------- | ---------------------------------------------------- |
| Wasp                | 18 de febrero de 1955 | Sitio de pruebas de Nevada | 1 kt     | 1,268 m (4,160 ft) + 230 m (750 ft)             | Ventilación de I-131 detectada, 160 kCi (5900 TBq)   |
| Moth                | 22 de febrero de 1955 | Sitio de pruebas de Nevada | 2 kt     | 1,230 m (4,040 ft) + 90 m (300 ft)              | Ventilación de I-131 detectada, 320 kCi (12,000 TBq) |
| Tesla               | 1 de marzo de 1955    | Sitio de pruebas de Nevada | 7 kt     | 1,282 m (4,206 ft) + 90 m (300 ft)              | Ventilación de I-131 detectada, 1,2 MCi (44 PBq)     |
| Turk                | 7 de marzo de 1955    | Sitio de pruebas de Nevada | 43 kt    | 1,370 m (4,490 ft) + 150 m (490 ft)             | Ventilación de I-131 detectada, 6,4 MCi (240 PBq)    |
| Hornet              | 12 de marzo de 1955   | Sitio de pruebas de Nevada | 4 kt     | 1,224 m (4,016 ft) + 90 m (300 ft)              | Ventilación de I-131 detectada, 620 kCi (23,000 TBq) |
| Bee                 | 22 de marzo de 1955   | Sitio de pruebas de Nevada | 8 kt     | 1,294 m (4,245 ft) + 150 m (490 ft)             | Ventilación de I-131 detectada, 1,2 MCi (44 PBq)     |
| ESS                 | 23 de marzo de 1955   | Sitio de pruebas de Nevada | 1 kt     | 1,298 m (4,259 ft) - 20 m (66 ft)               | Ventilación de I-131 detectada, 140 kCi (5200 TBq)   |
| Apple-1             | 29 de marzo de 1955   | Sitio de pruebas de Nevada | 14 kt    | 1,317 m (4,321 ft) + 150 m (490 ft)             | Ventilación de I-131 detectada, 2 MCi (74 PBq)       |
| Wasp Prime          | 29 de marzo de 1955   | Sitio de pruebas de Nevada | 3.2 kt   | 1,261 m (4,137 ft) + 230 m (750 ft)             | Ventilación de I-131 detectada, 450 kCi (17,000 TBq) |
| HA                  | 6 de abril de 1955    | Sitio de pruebas de Nevada | 3.2 kt   | 1,280 m (4,200 ft) + 11.16 kilómetros (6.93 mi) | Ventilación de I-131 detectada, 450 kCi (17,000 TBq) |
| Post                | 9 de abril de 1955    | Sitio de pruebas de Nevada | 2 kt     | 1,294 m (4,245 ft) + 90 m (300 ft)              | Ventilación de I-131 detectada, 340 kCi (13,000 TBq) |
| MET                 | 15 de abril de 1955   | Sitio de pruebas de Nevada | 22 kt    | 940 m (3,080 ft) + 120 m (390 ft)               | Ventilación de I-131 detectada, 3,1 MCi (110 PBq)    |
| Apple-2             | 5 de mayo de 1955     | Sitio de pruebas de Nevada | 29 kt    | 1,294 m (4,245 ft) + 150 m (490 ft)             | Ventilación de I-131 detectada, 4.1 MCi (150 PBq)    |
| Zucchini            | 15 de mayo de 1955    | Sitio de pruebas de Nevada | 28 kt    | 1,294 m (4,245 ft) + 150 m (490 ft)             | Ventilación de I-131 detectada, 4 MCi (150 PBq)      |

## Explosiones individuales

### Wasp
Durante el disparo  Wasp , las fuerzas terrestres participaron en el Ejercicio Desert Rock VI que incluyó un grupo de trabajo blindado  Razor  moviéndose dentro de 900 metros (984,3 yd) de la zona cero, bajo el todavía en formación Nube de hongo.

### Bee
Una unidad de prueba aumentada Unidad de prueba del Cuerpo de Infantería de Marina del Cuerpo de Marines de los Estados Unidos participó en el disparo "Bee" durante los ejercicios de marzo de 1955.

### MET
MET  fue el primer núcleo de bomba que incluyó uranio-233 (un isótopo fisible que rara vez se utiliza y que es producto de la absorción de neutrones torio-232), junto con plutonio; esto se basó en el pozo de plutonio / U-235 del TX-7E, un diseño prototipo de bomba nuclear Mark 7 usado en la prueba de 1951  Operación Buster-Jangle Easy . Produjo un rendimiento de 22kt (comparable al arma de solo plutonio "Fat Man" que explotó sobre Nagasaki), pero significativamente menor que la cantidad esperada. Dado que se trataba de una prueba de efectos militares, el Departamento de Defensa especificó que el dispositivo debería tener un rendimiento calibrado dentro del 10% de las calificaciones. Sin embargo, los diseñadores de armas de Los Álamos sustituyeron el núcleo experimental sin notificar al Departamento de Defensa. El inesperado rendimiento más bajo, un 33% menos de lo que esperaba el Departamento de Defensa, arruinó muchas de las pruebas militares.

### Apple-2
El disparo "Apple-2" de Defensa Civil el 5 de mayo de 1955 estaba destinado a probar varios tipos de construcción de edificios en una explosión nuclear. Una variedad de edificios, incluyendo casas residenciales y subestaciones eléctricas, fueron construidos en el sitio apodado Survival Town por algunos y Doom Town por otros. Los edificios estaban poblados de maniquíes y surtidos con diferentes tipos de alimentos enlatados y envasados. No todos los edificios fueron destruidos por la explosión, y algunos de ellos todavía se encuentran en Área 1, Sitio de Pruebas de Nevada. La Administración Federal de Defensa Civil distribuyó un cortometraje sobre la explosión, denominado "Operación Cue". Las casas todavía están en 37°02′41″N 116°04′27″O / 37.04476, -116.07416, en los extremos este y oeste del circuito de la carretera. Son paradas en el recorrido Sitio de pruebas de Nevada (NNSS).
A partir de documentos desclasificados con fecha de febrero a mayo de 1956, el disparo Apple-2, como parte del Proyecto Operación Teapot 35.5 "Efectos de la explosión nuclear en registros y equipos de almacenamiento de registros", se realizó en el sitio de pruebas de Nevada para determinar los efectos de las explosiones nucleares en varios tipos de registros y equipo de almacenamiento de registros